# Franz Lehrer
Franz Lehrer (* 15. Juli 1895 in Linz; † 26. Oktober 1962 ebenda) war ein österreichischer Beamter, der auch als Grafiker, Kalligraf und Exlibriskünstler tätig war.

## Leben und Wirken

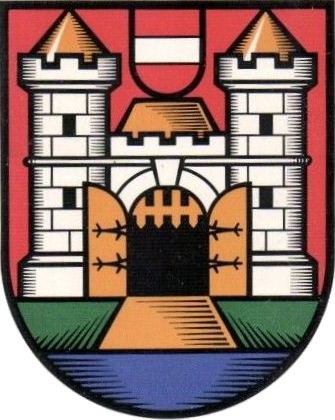
Linzer Wappen nach dem Entwurf von Franz Lehrer

Franz Lehrer lebte und wirkte in Linz als Beamter (Rechnungsdirektor) und Grafiker. Zu seinen Freunden und Künstlerkollegen zählten unter anderem Max Kislinger und sein Schüler Toni Hofer. Sein Fach war vor allem die Gebrauchsgrafik. Lehrer entwarf das bis 1965 verwendete Linzer Stadtwappen.